# Pripjatmoerassen

De Pripjat in Wit-Rusland

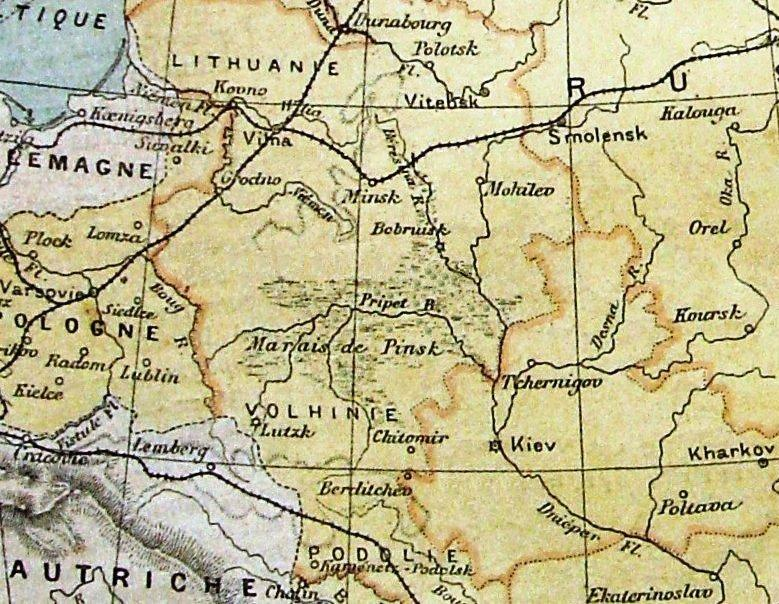
De moerassen op een kaart uit 1888

De Pripjatmoerassen (Oekraïens: Прип'ятські болота, Pripjatski bolota) zijn een van de grootste moerasgebieden van Europa. De moerassen zijn grofweg gelegen in het zuiden van Wit-Rusland en het noordwesten van Oekraïne. De moerassen zijn genoemd naar de rivier de Pripjat, die van west naar oost door het gebied stroomt.

## Geografie
De Pripjatmoerassen liggen vrijwel in hun geheel in het laagland van de historische regio Polesië. Om precies te zijn in de Wit-Russische oblast Brest, het zuiden van de oblast Minsk en het westen van de oblast Gomel, het noordwesten van de Oekraïense oblast Zjytomyr, het noorden van de oblast Rivne en de noorden en midden van de oblast Wolynië. Daarnaast liggen de moerassen ook voor een klein deel in het oosten van de Poolse woiwodschap Lublin. De moerassen bedekken totaal ongeveer 60.000 km², over een lengte van 480 km van west naar oost en over een breedte van 225 km van noord naar zuid.
De moerassen veranderen sterk van omvang gedurende het jaar. Smeltende sneeuw in het voorjaar en regenval in de herfst veroorzaken uitgebreide overstromingen door rivieren die buiten hun oevers treden. In 1870 begon de drooglegging van het oostelijke deel van de Pripjatmoerassen en sindsdien zijn er veel gebieden beschikbaar gekomen voor de landbouw, waardoor de Pripjatmoerassen vooral in het oosten in omvang zijn geslonken.
Het gebied kenmerkt zich door dichte wouden die worden onderbroken door vele moerassen, veengebieden, meren en beken.
De bevolkingsdichtheid van het gebied is relatief laag. Grote steden zijn Brest, Pinsk en Mozir.

## Geschiedenis
Gedurende vrijwel het gehele jaar zijn de moerassen in feite onbegaanbaar voor omvangrijke militaire strijdkrachten. Hierdoor moeten alle militaire operaties in dit gebied erg goed gepland worden. Het weinig aantal wegen dat door het gebied loopt, is smal en slecht onderhouden. Gedurende de Tweede Wereldoorlog splitste de moerassen het oostfront op in een zuidelijk en centraal deel, en fungeerde het ook als schuilplaats voor de Sovjetpartizanen.
Op een bepaald moment tijdens de oorlog waren de Duitse machthebbers van plan om de moerassen in hun geheel droog te leggen om het zo te kunnen zuiveren van de "verloederde" bevolking en om het gebied daarna te herbevolken met Duitse kolonisten. Konrad Meyer was de leider van dit plan; Hitler echter torpedeerde het plan aan het einde van 1941 omdat de angst bestond dat het gebied na drooglegging zou gaan versteppen.
Ten zuidoosten van de Pripjatmoerassen, in het uiterste noorden van de Oekraïense oblast Kiev, nabij de grens met Wit-Rusland en aan de rivier de Pripjat, werd in 1970 de kerncentrale van Tsjernobyl gebouwd. De kernramp van Tsjernobyl in 1986 leidde ertoe dat een groot deel van de moerassen radioactief vervuild raakte. Een groot gebied in het oosten van de moerassen is anno 2007 nog steeds gesloten in verband met het gevaar voor radioactieve besmetting.